# Тухариси
Тухариси (груз. თუხარისი) — средневековая крепость, расположенная в историческом регионе в юго-западной Грузии — Кларджети (ныне территория Турции, Артвин, 3 км к юго-западу от села Дикменли). Согласно исторической традиции, Тухариси являлась одной из древнейших крепостей в Грузии.

## История

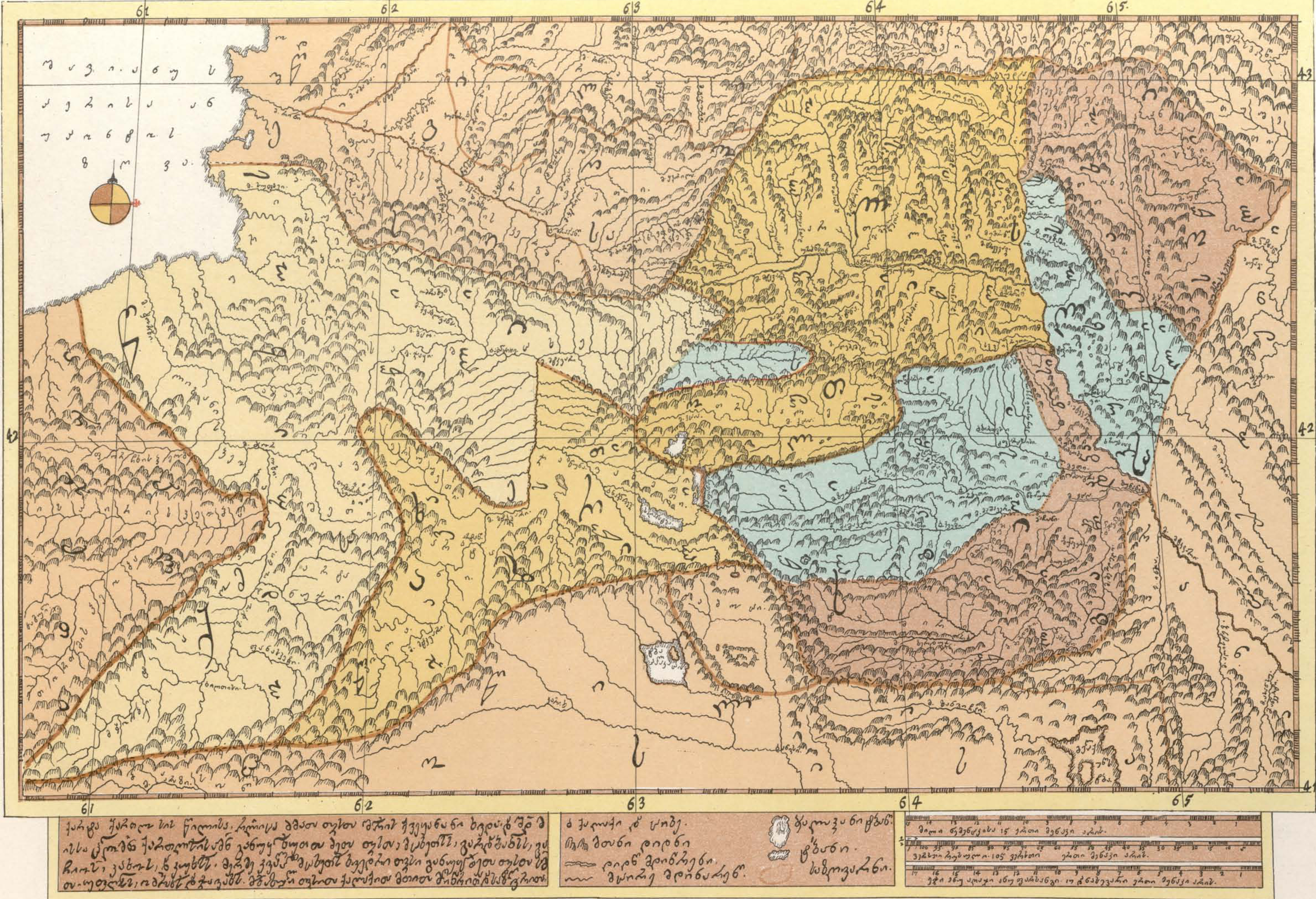
Атласы Вахушти Багратиони, Тухарис

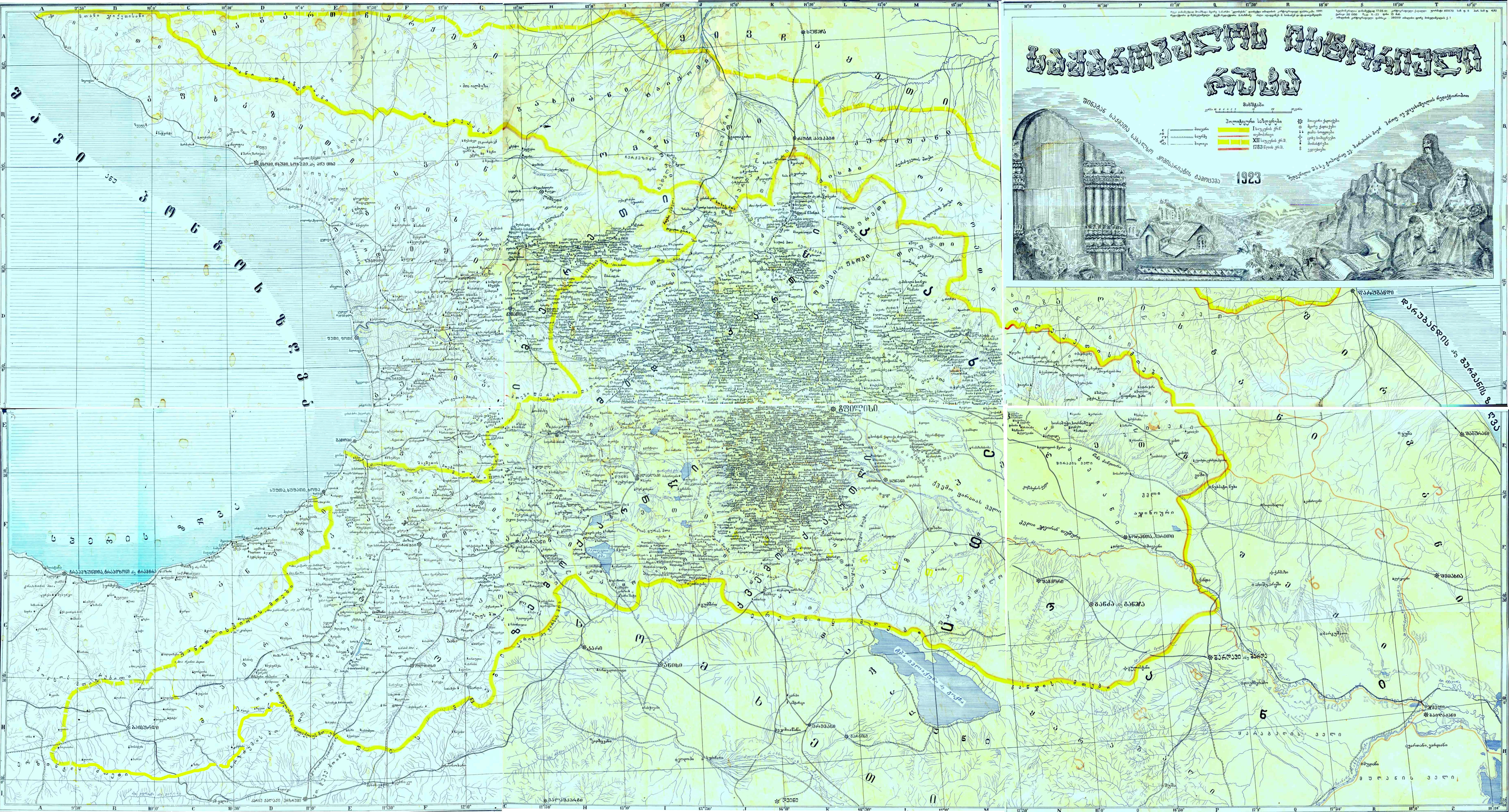
Карта Джавахишвили

Тухариси основал один из легендарных грузинских этнархов — Одзрхос. В IV веке Византия завоевала крепость и всю область Кларджети, но во второй половине V века она была во владении Иберийского царства. Позже была включена в княжество Тао-Кларджети. В IX—XI веках Тухариси была центром и резиденцией семьи Джакели. После распада грузинского царства (XV век), крепость стала одним из центров княжества Самцхе. В XVI веке, наряду с другими грузинскими землями, её захватила Османская Империя.